# 김완진 (국어학자)
김완진(金完鎭, 1931년 8월 26일 ~ 2023년 8월 18일)은 대한민국의 국어학자이다.
1931년 충청남도 홍성군 출신으로, 서울대학교 국어국문학과를 졸업하고 같은 학교 대학원에서 석·박사 학위를 받았다. 단국대, 서강대 등에서 학생들을 가르친 뒤 1971년부터 모교에서 후학을 양성하며 한국문화연구소장, 인문대학장, 대학원장 등을 맡았다. 1982년 대한민국학술원 회원이 되었으며 국어국문학회 대표이사, 국어학회장, 한국언어학회장, 한국정신문화연구원 객원교수 등을 지냈다.
향가 연구의 권위자였으며 '향가해독법연구'(1980)로 2022년 제3회 한국학저술상을 받았다. 1993년 세종문화상, 1996년 국민훈장 동백장, 2001년 동숭학술상, 2020년 보관문화훈장 등의 영예가 있다. 2023년 8월 18일 향년 91세의 나이로 별세했다.

## 저서
- '국어학개론' (공저, 1965)
- '국어음운체계의 연구' (1971)
- '중세국어 성조의 연구' (1973)
- '향가해독법연구' (1980)
- '음운과 문자' (1996)